# Peter Crouch
Peter James Crouch (født 30. januar 1981 i Macclesfield, England) er en engelsk tidligere fodboldspiller, som spillede for Burnley og Englands fodboldlandshold. Han har repræsenteret sidstnævnte ved både VM i 2006 og VM i 2010.
Han er desuden kendt under navnet two-meter-Peter.